# VS-43
O VS-43 (foguete suborbital VS-43) foi um projeto de foguete de sondagem desenvolvido pelo Instituto de Aeronáutica e Espaço (IAE).

## Características
Trata-se de um veículo suborbital que utiliza combustível sólido, possuindo dois estágios: o primeiro utiliza o motor S43 e o segundo utiliza o motor S44.

## Objetivos
O foguete seria usado como meio para desenvolver diversos subsistemas necessários para uma futura missão de satelitização, experimentos de microgravidade, reentrada na atmosfera, sistemas de navegação e preparação para o VS-50 e VLM.
Um dos principais benefícios do desenvolvimento do VS-43 é a utilização do estoque existente de componentes, equipamentos, subsistemas e dispositivos remanescentes do veículo VLS-1.

## Desenvolvimentos

VS-43

No dia 29 de junho de 2017 foi realizado um ensaio de queima do motor S43, que será usado no primeiro estágio do VS-43. O teste ocorreu no banco de provas horizontal da usina coronel Abner (UCA) e teve a duração estimada de 60 s.

## Cancelamento
Segundo o Brigadeiro Engenheiro Augusto Luiz de Castro Otero, diretor do IAE no período de março de 2016 à março de 2019, o foguete VS-43, que pretendia qualificar o sistema de navegação do VLM, foi abortado por falta de recursos. A qualificação deste sistema de navegação será agora realizada pelo foguete VS-50. 